# ジャパニーズ・ストーリー
『ジャパニーズ・ストーリー』（Japanese Story）は、スー・ブルックス監督による2003年のオーストラリアの恋愛映画。第56回カンヌ国際映画祭においてある視点部門で上映された。

## 概要
シドニー出身のハリウッド女優、トニ・コレットと日本の舞台俳優綱島郷太郎によるラブ・ストーリー。2003年度のオーストラリア国内の映画賞を総なめにした。

## あらすじ
サンディ・エドワーズ（トニ・コレット）は、西オーストラリア州パースで友人と地質学系ソフトウェア会社を共同経営している。ある時、ソフトウェアの購入を検討し、ピルバラの砂漠にある鉱山の見学に日本から来るビジネスマン、タチバナ・ヒロミツ（綱島郷太郎）の現地案内役を無理やり押し付けられる。サンディをまるで運転手のように扱い、ソフトウェアの購入よりも観光を楽しむヒロミツと彼女の溝はどんどん広がるばかり。サンディはヒロミツの要求過多に怒る。砂漠へ初めて向かった時、ヒロミツは不安でサンディと話すのではなく、日本の友人と国際電話で話してばかりいる。反対するサンディを気にもかけず、ヒロミツは半ば強引に大陸内部の砂漠地帯に車を向かわせるが、そこで車は立ち往生してしまう。サンディはヒロミツの電話で助けを求めようとするが、ヒロミツはこれを拒否する。翌朝、ヒロミツは自分の責任を感じて早起きし、砂の上でも運転できるように木の枝を撒く。これが功を奏し、車が動き、このトラブルをきっかけに二人の距離は徐々に縮まりはじめ、やがて互いに惹かれあい、その夜ベッドを共にする。その後サンディはヒロミツには日本に妻子がいることを知る。
翌日、サンディは近くの沼で泳ぎ、飛び込むと、サンディが浅瀬に注意を促すより先にヒロミツが続いて飛び込み行方がわからなくなる。サンディは半狂乱でヒロミツの名を呼ぶが、息をしていないヒロミツが浮かび上がる。ヒロミツの突然の死にサンディはショックを受け、どうしたらよいのかわからずなんとか車に運び入れ、近くの街まで何時間も運転する前にヒロミツの体をきれいに拭く。パースに戻るが、サンディはまだ動揺が隠せない。未亡人となったユキコに会い、サンディはヒロミツが亡くなったこと、ヒロミツには妻がいることをなんとか受け入れようとする。

## 評価
前述の通り、オーストラリア国内の映画賞を多数受賞するなど作品の評価は比較的高く、後に公開されたアメリカでもスマッシュヒットとなった。また、作中に効果的に挿入される沖縄民謡「ちんさぐの花」の評価も高い。
日本での劇場公開、DVD発売はないが、2004年アジアフォーカス福岡映画祭や日豪交流年2006 オーストラリア映画祭などでの特別上映は日本国内で数回行われている。現地オーストラリアでは数年に1回テレビ放映がされている。
サンディ、ヒロミツ両者の人物像は典型的なステレオタイプとも言え(日本の事は寿司や天ぷらしか知らないオーストラリア人と、英語がまるで話せない日本人)、そうした点が批判の対象として挙げられる事もあるが、それらはすべて製作者側が意図的に設定したものだとの事である。唐突なストーリー展開も同様で、前半部分を無理やり描く事により、物語終盤での登場人物の心の細かな動きを強調する狙いがあったという。
ちなみに現地の日本人向け情報誌、日豪プレスによる当映画の記事は共に現在は閉鎖されており閲覧する事はできなくなっている。

## キャスト
- トニ・コレット – サンディ・エドワーズ (Sandy Edwards)
- 綱島郷太郎 – タチバナ・ヒロミツ (Hiromitsu Tachibana)
- マシュウ・ディクティンスキ (Matthew Dyktynski) – ビル・ベアード (Bill Baird)
- リネット・カレン (Lynette Curran) – 母親
- 田中由美子 – タチバナ・ユキコ (Yukiko Tachibana)
- ケイト・アトキンソン (Kate Atkinson) – ジャッキー (Jackie)
- ビル・ヤング (Bill Young) – ジミー・スミサーズ (Jimmy Smithers)
- レグ・エヴァンズ (Reg Evans) – ボートの男 ("Bloke in Row Boat")
- ジョージ・シェフトフ (George Shevtsov) – ジェイムズ (James)
- ジャスティン・クラーク (Justine Clarke) – ジェーン (Jane)
- アイゴー・サス (Igor Sas) – フレイザー (Fraser)
- マイク・フレンチャム (Mike Frencham) – ブレイク (Blake)
- ジョン・ハワード (John Howard) – リチャーズ (Richards)
- フィル・ベネット (Phil Bennett) – バーテン (Barman)
- ヒース・バーガーセン (Heath Bergersen) – ガソリン・スタンドの男 ("Petrol Bloke")

## 興行収入
オーストラリアでの興行収入は$4,520,000であった。

## 評価
評価は賛否両論でRotten Tomatoesでは68%の評価である。

## 受賞歴
| 賞                                | 部門                             | ノミネート者         | 結果       |
| --------------------------------- | -------------------------------- | -------------------- | ---------- |
| AACTAアワード (2003年AFIアワード) | 映画作品賞                       | スー・マスリン       | 受賞       |
| AACTAアワード (2003年AFIアワード) | 監督賞                           | スー・ブルックス     | 受賞       |
| AACTAアワード (2003年AFIアワード) | 脚本賞                           | アリソン・ティルソン | 受賞       |
| AACTAアワード (2003年AFIアワード) | 俳優賞                           | 綱島郷太郎           | ノミネート |
| AACTAアワード (2003年AFIアワード) | 女優賞                           | トニ・コレット       | 受賞       |
| AACTAアワード (2003年AFIアワード) | 撮影賞                           | アイアン・ベイカー   | 受賞       |
| AACTAアワード (2003年AFIアワード) | 編集賞                           | ジル・ビルコック     | 受賞       |
| AACTAアワード (2003年AFIアワード) | オリジナル楽曲賞                 | エリザベス・ドレイク | 受賞       |
| AACTAアワード (2003年AFIアワード) | 音響賞                           | リヴィア・ルジク     | 受賞       |
| AACTAアワード (2003年AFIアワード) | 音響賞                           | ピーター・グレース   | 受賞       |
| AACTAアワード (2003年AFIアワード) | 音響賞                           | ピーター・スミス     | 受賞       |
| AACTAアワード (2003年AFIアワード) | プロダクション・デザイン賞       | パディ・リードン     | ノミネート |
| AWGIE Award                       | フィーチャー映画オリジナル脚本賞 | アリソン・ティルソン | 受賞       |
| バンコク国際映画祭                | ゴールデン・キンナラ賞           | スー・ブルックス     | ノミネート |
| シカゴ国際映画祭                  | ゴールド・ヒューゴ賞新人監督部門 | スー・ブルックス     | ノミネート |
| FCCA Awards                       | 映画作品賞                       | スー・マスリン       | 受賞       |
| FCCA Awards                       | 監督賞                           | スー・ブルックス     | 受賞       |
| FCCA Awards                       | オリジナル脚本賞                 | アリソン・ティルソン | ノミネート |
| FCCA Awards                       | 女優賞                           | トニ・コレット       | 受賞       |
| FCCA Awards                       | 楽曲賞                           | エリザベス・ドレイク | 受賞       |
| FCCA Awards                       | 編集賞                           | ジル・ビルコック     | ノミネート |
| FCCA Awards                       | 撮影賞                           | アイアン・ベイカー   | 受賞       |
| Inside Film Awards                | フィーチャー映画賞               | スー・マスリン       | 受賞       |
| Inside Film Awards                | 監督賞                           | スー・ブルックス     | 受賞       |
| Inside Film Awards                | 脚本賞                           | アリソン・ティルソン | ノミネート |
| Inside Film Awards                | 男優賞                           | 綱島郷太郎           | ノミネート |
| Inside Film Awards                | 女優賞                           | トニ・コレット       | 受賞       |
| Inside Film Awards                | 撮影賞                           | アイアン・ベイカー   | 受賞       |
| Inside Film Awards                | 編集賞                           | ジル・ビルコック     | ノミネート |
| Inside Film Awards                | 楽曲賞                           | エリザベス・ドレイク | ノミネート |
| マイアミ国際映画祭                | FIPRESCI賞                       | スー・ブルックス     | 受賞       |
| サテライト賞                      | 女優賞                           | トニ・コレット       | ノミネート |
| オーストラリア映画音楽賞          | フィーチャー映画楽曲賞           | エリザベス・ドレイク | 受賞       |